# Hoa hậu Paraguay
Hoa hậu Paraguay là cuộc thi sắc đẹp quốc gia chính thức trước đây được gọi là "National Beauty Contest of Paraguay" (từ 1937 đến 1957), hay "Queen of Paraguay". Hiện tại, mỗi năm cuộc thi đều được tổ chức để chọn ra những đại diện của đất nước tham gia các cuộc thi sắc đẹp.

## Lịch sử hình thành
Hoa hậu Paraguay được thành lập vào năm 1957 do nhà độc tài Stroessner và Bộ trưởng Du lịch Paraguay, sau đó vào năm 1990, Guillermo Rolon (Chủ tịch Hoa hậu Paraguay) và Canal 9 tiếp quản Hoa hậu Paraguay cho đến năm 2001. Cuộc thi đã dừng tìm kiếm đại diện tham gia Hoa hậu Hoàn vũ.
Năm 2008, Hoa hậu Hoàn vũ Paraguay đổi tên thành Bellezas del Paraguay. Giữa năm 2009 và 2012 trở lại với tư cách Hoa hậu Hoàn vũ Paraguay lần thứ hai. Giữa năm 2013 và 2014, tên của cuộc thi được đổi tên thành Nuestra Belleza del Paraguay. Bắt đầu từ năm 2015, thể thức đã thay đổi thành cuộc thi Reinas de Belleza del Paraguay. Cuộc thi này tự động tạo ra những người chiến thắng chính cho Hoa hậu Hoàn vũ, Hoa hậu Thế giới, Hoa hậu Quốc tế, Hoa hậu Trái đất và Hoa hậu Siêu quốc gia. Năm 2016, Reinas de Belleza del Paraguay đã chia thành hai cuộc thi có vị thế ngang nhau là Hoa hậu Hoàn vũ Paraguay và Hoa hậu Thế giới Paraguay.

## Danh sách Hoa hậu
| Năm  | Hoa hậu Paraguay / Hoa hậu Hoàn vũ Paraguay / Reinas de Belleza del Paraguay | Quê quán           |
| ---- | ---------------------------------------------------------------------------- | ------------------ |
| 1957 | Lucy Montanero                                                               | Caaguazú           |
| 1958 | Graciela Scorza                                                              | Alto Paraguay      |
| 1960 | Mercedes Ruggia                                                              | Distrito Capital   |
| 1961 | Maria Cristina Osnaghi                                                       | Distrito Capital   |
| 1962 | Corina Rollon                                                                | Alto Paraguay      |
| 1963 | Amelia Benitez                                                               | Central            |
| 1964 | Miriam Riart Brugada                                                         | Distrito Capital   |
| 1965 | Stella Castell                                                               | Gran Chaco         |
| 1966 | Mirtha Martinez                                                              | Alto Paraguay      |
| 1967 | Maria Eugenia Torres                                                         | Presidente Hayes   |
| 1969 | Blancanieves Zaldívar                                                        | Central Department |
| 1970 | Teresa Mercedes Britez Sullow                                                | Paraguarí          |
| 1971 | Marit Tomassone                                                              | Misiones           |
| 1972 | Maria Stella Volpe Martinez                                                  | Central            |
| 1973 | Teresita Maria Cano                                                          | Concepción         |
| 1974 | Maria Angela Zulema Medina Monjagata                                         | Alto Paraguay      |
| 1975 | Susana Beatriz Vire Ferreira                                                 | Alto Paraná        |
| 1976 | Nidia Fátima Cardenas                                                        | Central            |
| 1977 | Maria Leticia Zarza Perriet                                                  | Distrito Capital   |
| 1978 | Rosa Maria Duarte Melgarejo                                                  | Distrito Capital   |
| 1979 | Patricia Lohman Bernie                                                       | Distrito Capital   |
| 1981 | Maria Isabel Urizar Caras                                                    | Cordillera         |
| 1984 | Elena Ortiz Allegretti                                                       | Guairá             |
| 1985 | Daisy Patricia Ferreira                                                      | Distrito Capital   |
| 1986 | Veronica Angulo Achinelli                                                    | Amambay            |
| 1987 | Tammy Elizabeth Ortigoza Sonneborn                                           | Itapúa             |
| 1988 | Marta Noemi Acosta Granada                                                   | Canindeyú          |
| 1989 | Ana Victoria Schaerer Del Puerto                                             | Paraguarí          |
| 1990 | Monica Plate Cano                                                            | Alto Paraguay      |
| 1991 | Vivian Rosana Benitez Brizuela                                               | Distrito Capital   |
| 1992 | Pamela Zarza Enríquez                                                        | Boquerón           |
| 1993 | Carolina Barrios                                                             | Itapúa             |
| 1994 | Lilian Noemí González Mena                                                   | Presidente Hayes   |
| 1995 | Bettina Rosmary Barboza Caffarena                                            | Distrito Capital   |
| 1996 | Martha Lovera Parquét                                                        | Distrito Capital   |
| 1997 | Rossana Elizabeth Jiménez Pereira                                            | Cordillera         |
| 1998 | Luz Marina González Ruíz                                                     | Ñeembucú           |
| 1999 | Carmen Morínigo Machuca                                                      | San Pedro          |
| 2000 | Carolina Ramírez Franco                                                      | Alto Paraná        |
| 2001 | Rosmary Benítez                                                              | Caazapá            |
| 2004 | Yanina Alicia González Jorgge                                                | Alto Paraguay      |
| 2005 | Karina Rebecca Buttner Naumann                                               | Itapúa             |
| 2006 | Lourdes Verónica Arévalos Elías                                              | Alto Paraguay      |
| 2007 | María José Maldonado Gómez                                                   | Boquerón           |
| 2008 | Giannina Rufinelli Rojas                                                     | Distrito Capital   |
| 2009 | Mareike Baumgarten Oroa                                                      | Central            |
| 2010 | Yohana Benitez Olmedo                                                        | Central            |
| 2011 | Alba Riquelme Valenzuela                                                     | Presidente Hayes   |
| 2012 | Egni Analia Almirón Eckert                                                   | Central            |
| 2013 | María Guadalupe González Talavera                                            | Distrito Capital   |
| 2014 | Sally Luz Jara Dávalos                                                       | Amambay            |
| 2015 | Laura Leticia Garcete Riveros                                                | Distrito Capital   |
| 2016 | Lourdes Andrea Melgarejo González                                            | Guairá             |
| 2017 | Ariela Machado                                                               | Amambay            |
| 2018 | María Belén Alderete Gayoso                                                  | Cordillera         |
| 2019 | Ketlin Lottermann Bazzo                                                      | Alto Paraná        |
| 2020 | Vanessa Castro Guillén                                                       | Distrito Capital   |
| 2021 | Nadia Tamara Ferreira                                                        | Guairá             |
| 2022 | TBA                                                                          | TBA                |

### Số lần chiến thắng
| Quê quán         | Số lần | Năm                                                                                            |
| ---------------- | ------ | ---------------------------------------------------------------------------------------------- |
| Distrito Capital | 16     | 1960, 1961, 1964, 1977, 1978, 1979, 1985, 1987, 1991, 1993, 1995, 1996, 2008, 2013, 2015, 2020 |
| Alto Paraguay    | 7      | 1958, 1962, 1966, 1974, 1990, 2004, 2006                                                       |
| Central          | 6      | 1963, 1972, 1976, 2009, 2010, 2012                                                             |
| Guairá           | 3      | 1984, 2016, 2021                                                                               |
| Alto Paraná      | 3      | 1975, 2000, 2019                                                                               |
| Cordillera       | 3      | 1981, 1997, 2018                                                                               |
| Amambay          | 3      | 1986, 2014, 2017                                                                               |
| Presidente Hayes | 3      | 1967, 1994, 2011                                                                               |
| Boquerón         | 2      | 1992, 2007                                                                                     |
| Paraguarí        | 2      | 1970, 1989                                                                                     |
| Itapúa           | 1      | 2005                                                                                           |
| Caazapá          | 1      | 2001                                                                                           |
| San Pedro        | 1      | 1999                                                                                           |
| Ñeembucú         | 1      | 1998                                                                                           |
| Canindeyú        | 1      | 1988                                                                                           |
| Concepción       | 1      | 1973                                                                                           |
| Misiones         | 1      | 1971                                                                                           |
| Gran Chaco       | 1      | 1963                                                                                           |
| Caaguazú         | 1      | 1957                                                                                           |

## Đại diện Quốc tế

### Hoa hậu Hoàn vũ
- Chiến thắng
- Á hậu
- Lọt vào chung kết
- Lọt vào bán kết

| Năm  | Đại diện                             | Thứ hạng | Giải thưởng đặc biệt              |
| ---- | ------------------------------------ | -------- | --------------------------------- |
| 1957 | Lucy Montanaro                       |          |                                   |
| 1958 | Graciela Scorza                      |          |                                   |
| 1960 | Mercedes Ruggia                      |          |                                   |
| 1961 | María Cristina Osnaghi               |          |                                   |
| 1962 | Corina Rollon                        |          |                                   |
| 1963 | Amelia Benítez                       |          |                                   |
| 1964 | Miriam Riart Brugada                 | Top 15   |                                   |
| 1965 | Stella Castell                       |          |                                   |
| 1966 | Mirtha Martínez                      |          |                                   |
| 1967 | María Eugenia Codas Torres           |          |                                   |
| 1970 | Teresa Mercedes Britez Sullow        |          |                                   |
| 1972 | María Stella Volpe Martínez          |          |                                   |
| 1973 | Teresita María Cano                  |          |                                   |
| 1974 | María Ángela Zulema Medina Monjagata |          |                                   |
| 1975 | Susana Beatriz Vire Ferreira         |          |                                   |
| 1976 | Nidia Fátima Cárdenas                |          |                                   |
| 1977 | María Leticia Zarza Perriet          |          |                                   |
| 1978 | Rosa María Duarte Melgarejo          |          |                                   |
| 1979 | Patricia Lohman Berni                |          |                                   |
| 1980 | Martha Galli Romagnac                |          |                                   |
| 1981 | María Isabel Urizar Jara             |          | Miss Simpatía                     |
| 1982 | Maris Stella Villalba Medoza         |          |                                   |
| 1983 | Zulema Divina Domínguez Gutter       |          |                                   |
| 1984 | Elena Ortiz Allegretti               |          |                                   |
| 1985 | Beverly Ocampo Gadea                 |          |                                   |
| 1986 | Johanna Eugenia Kelner Toja          |          |                                   |
| 1987 | Tammy Elizabeth Ortigoza Sonneborn   |          |                                   |
| 1988 | Marta Noemi Acosta Granada           |          |                                   |
| 1989 | Ana Victoria Schaerer Del Puerto     |          |                                   |
| 1990 | Mónica Elizabeth Plate Cano          |          |                                   |
| 1991 | Vivián Rosana Benítez Brizuela       | Top 10   | Top 2 Trang phục Dân tộc đẹp nhất |
| 1992 | Pamela Zarza Enriquez                |          | Trang phục Dân tộc đẹp nhất       |
| 1993 | Carolina Barrios                     |          |                                   |
| 1994 | Liliana Noemí González Mena          |          |                                   |
| 1995 | Bettina Rosmary Barboza Caffetena    |          |                                   |
| 1996 | Marta Elizabeth Lovera Parquét       |          |                                   |
| 1997 | Rossana Elizabeth Jiménez Pereira    |          |                                   |
| 1998 | Luz Marina González Ruíz             |          |                                   |
| 1999 | Carmen Alicia Morínigo Machuca       |          |                                   |
| 2000 | Carolina Ramírez Franco              |          |                                   |
| 2001 | Rosmary Benítez                      |          |                                   |
| 2002 | Maria Gabriela Riquelme              |          |                                   |
| 2004 | Yanina Alicia González Jorgge        | Á hậu 3  |                                   |
| 2005 | Karina Rebeca Buttner Naumann        |          |                                   |
| 2006 | Lourdes Verónica Arévalos Elías      | Á hậu 3  |                                   |
| 2007 | María José Maldonado Gómez           |          |                                   |
| 2008 | Giannina Ruffinelli Rojas            |          |                                   |
| 2009 | Mareike Baumgarten Oroa              |          |                                   |
| 2010 | Yohana María Belén Benítez Olmedo    |          |                                   |
| 2011 | Alba Lucía Riquelme Valenzuela       |          |                                   |
| 2012 | Egni Analia Almirón Eckert           |          |                                   |
| 2013 | María Guadalupe González Talavera    |          |                                   |
| 2014 | Sally Luz Jara Dávalos               |          |                                   |
| 2015 | Myriam Carolina Arévalos Villalba    |          |                                   |
| 2016 | Lourdes Andrea Melgarejo González    |          |                                   |
| 2017 | Ariela Machado                       |          |                                   |
| 2018 | Belén Alderete                       |          |                                   |
| 2019 | Ketlin Lottermann                    |          |                                   |
| 2020 | Vanessa Castro                       |          |                                   |
| 2021 | Nadia Ferreira                       | Á hậu 1  |                                   |